# Roger Jourdain
Roger Jourdain (Bemidji, Minnesota, 1913-2002) va ser un activista indi anishinaabemowin. Va treballar a l'autopista d'Alaska fins que el 1959 fou nomenat portaveu de la Red Lake Band of Chippewa. Des d'aleshores va lluitar contra els intents de tancar la reserva per part de la BIA, provocant incidents el 1979. El 1986 fou nomenat Indi de l'Any. El 1990 abandonà el càrrec en mans de Gerald Brun.